# 성백인
성백인(成百仁, 1933년 12월 7일~2018년 12월 18일)은 대한민국의 언어학자자이다. 서울대학교 명예교수 및 한국알타이학회장 등을 지냈다.

## 생애
1968년 3월부터 1982년 5월까지 명지대학교에서 교수로 재직했으며, 이후 서울대학교 학장, 도쿄 외국어대학 교수, 하버드 대학교 개원 연구원 및 한국알타이학회장 등을 지냈다. 2004년에는 제26회 외솔상 문화부문을 수상했다.